# Mexicaanse ral
De Mexicaanse ral (Rallus tenuirostris) is een vogel uit de familie van rallen (Rallidae).

## Verspreiding en leefgebied
Deze soort komt voor in het midden van Mexico.

## Status
De grootte van de populatie is in 2019 geschat op 15 duizend volwassen vogels. Op de Rode lijst van de IUCN heeft deze soort de status gevoelig.